# Pancho Guedes
Amancio d'Alpoim Miranda Guedes, conocido como Pancho o Amancio Guedes fue un arquitecto, escultor y pintor portugués, nacido en el año 1925 en Lisboa, arquetipo del Modernismo ecléctico.

## Vida y obras
Nacido en Lisboa en 1925, se trasladó con su familia al territorio portugués de Mozambique cuando contaba sólo 7 años de edad.
Estudió en Santo Tomé y Príncipe, Guinea, Lisboa, Lourenço Marques (actual Maputo), Johannesburgo y en Oporto.
Pasó mucho tiempo en el territorio portugués de África Oriental, donde diseñó más de 500 edificios, muchos de ellos en la capital del territorio, Lourenço Marques. Guedes formó parte del “Team 10”, un grupo de arquitectos que se reunieron en julio de 1953 en el 9.º Congreso del CIAM y adoptaron nuevos enfoques para el urbanismo. Aparte de sus grandes proyectos arquitectónicos, es un activo escultor y pintor y ha expuesto en el Museu Berardo Colecção - Museo de la Colección Bernardo en Lisboa, entre otros lugares. Tras la Revolución de los claveles en Lisboa, abandonó el territorio prácticamente independiente. La independencia de Mozambique fue establecida en 1975 y oficialmente fue nombrada como República Popular de Mozambique.
La dramática salida de Mozambique en el año 1974 dejó a su familia casi sin dinero. Pero gracias a su reputación adquirida casi legendaria, Pancho recibió una invitación para ocupar una cátedra en el recién fundado departamento de Arquitectura de la Universidad de Witwatersrand en Johannesburgo.
Desde 1990, es profesor en Lisboa. Dando clases en la Facultad de Arquitectura de la Universidad Técnica de Lisboa y en la Universidad Lusófona de Lisboa.
Es el autor del "Casal dos Olhos" o Casa de los ojos, inspirada en Gaudí, en Eugaria, en los alrededores de Sintra.
Gran parte de su obra construida se encuentra en Mozambique y data de la década de 1950 y de la de 1960.
También tiene obra construida en África del Sur.